# 羅波安
羅波安（希伯來語：רחבעם，前971年—前913年）天主教譯為勒哈貝罕，是北方以色列王國和南方猶大王國分裂前的最后一位君主，他的父親是以智慧稱著的所羅門、祖父是大衛王。母親是亞捫人拿瑪。

## 登基早期
羅波安在位的年期，目前歷史上有兩種說法：
1. 費毅榮（英语：Edwin R. Thiele）認為是從前931年到前913年
2. 威廉·奧爾布賴特（英语：William F. Albright）認為是從前922年到前915年

西元前931年所羅門去世，羅波安繼位。據《希伯來聖經》記載，羅波安在登基時已有約41歲，在位約17年。當所羅門在位的後期，國家為了支付各項巨大建設的開支而要向國民徵收更多的稅款，導致財政危機。當羅波安繼位後，有人向他建議要減稅，以減輕國民的負擔。當時，國內年長的大臣都支持這個建議，但年輕的大臣卻持相反意見。結果羅波安採納了年輕臣子的意見，導致了以色列王國的分裂。國家分裂為南北兩國，分裂後的南國首都繼續在耶路撒冷，歷史上被稱為猶大王國，由犹大支派和便雅悯支派組成；而北部由剩下的10個支派聯合而成，建立了新的以色列王國，建都於撒馬利亞。

## 質疑
現時有關羅波安的歷史未有考古發掘的證明，而現時除了《聖經》以外，並沒有任何其他可供參考的資料，因此有疑經學派質疑歷史上是否有此君主。根據考古學家在古巴勒斯坦領土的發掘，當時的巴勒斯坦已步入鐵器時代初期，但當地卻沒有跡象顯示當地有一個中央集權的國家政權機構。

## 聖經相關章節
- 《列王紀上》第12-14章
- 《歷代志下》第10-12章